# 김상희 (1954년)
김상희(金相姬, 1954년 5월 18일~)는 대한민국의 여성운동가, 환경운동가, 정치인이다. 제18·19·20·21대 국회의원이며 대한민국 최초의 여성 국회부의장이다.

## 학력
- 공주대학교 사범대학 부설중학교 졸업
- 공주대학교 사범대학 부설고등학교 졸업
- 이화여자대학교 제약학과 학사

## 경력
- 1987: 한국여성민우회 부회장, 여성환경연대 대표
- 2005: 한국여성민우회 상임대표
- 2007.08~2008.02: 대통합민주신당 최고위원
- 2008.02~2008.07: 통합민주당 최고위원
- 2008년 4월 9일: 대한민국 제18대 국회의원 선거 당선(비례대표, 통합민주당, 초선)
- 2008.07~2010.12: 통합민주당 전국여성위원회 위원장,
- 2008.05~2012. 05 대한민국 제18대 국회의원(비례대표)
- 2008: 통합민주당 한반도대운하백지화추진위원회 위원장, 통합민주당 쇠고기재협상추진대책위원회 위원장 대통령자문 지속가능발전위원회 위원장, 대통령자문 정책기획위원회 위원, 국무총리 시민발전위원회 위원, 한국방송공사 이사, 중앙환경 보전자문위원회 위원
- 2011.05~2011.12: 민주당 원내부대표
- 2011.12~2012.05: 민주통합당 원내부대표
- 2012년 4월 11일: 대한민국 제19대 국회의원 선거 당선(경기 부천시 소사구, 민주통합당, 재선)
- 2012. 05~2016.05 대한민국 제19대 국회의원 (경기 부천시 소사)
- 2012.08: 국회 성평등정책연구포럼 공동대표
- 2016.: 더불어민주당 을지로위원회 위원
- 2016년 4월 13일: 대한민국 제20대 국회의원 선거 당선(경기 부천시 소사구, 더불어민주당, 3선)
- 2016.05~2020 05. 대한민국 제20대 국회의원 (경기 부천시 병)
- 2017.09~2020.01: 대통령직속 저출산고령화사회위원회 부위원장
- 2020년 4월 15일: 대한민국 제21대 국회의원 선거 당선(경기 부천시 병, 더불어민주당, 4선)
- 2020.05~2024.05: 대한민국 제21대 국회의원 (경기 부천시 병)
- 2022.06~2022.05: 대한민국 제21대 국회 전반기 국회부의장
- 2019.~2020.: 더불어민주당 검찰개혁특별위원회 공동위원장
- 2020.01~2020.02: 더불어민주당 코로나19 대책특별위원회 위원장
- 2022.08~2024.08 : 더불어민주당 전국대의원대회 의장

## 제18대 국회
- 2008년 5월 30일~2012년 5월 29일: 제18대 국회의원(비례대표, 통합민주당→민주당→민주통합당, 초선)
  - 2008.08~2010.06: 제18대 국회 전반기 환경노동위원회 위원
  - 2010.06~2012.05: 제18대 국회 후반기 교육과학기술위원회 위원

## 제19대 국회
- 2012년 5월 30일~2016년 5월 29일: 제19대 국회의원(경기 부천시 소사구, 민주통합당→민주당→새정치민주연합→더불어민주당, 재선)
  - 2012.07~2014.05: 제19대 국회 전반기 여성가족위원회 위원장
  - 2012.07~2013.03: 제19대 국회 전반기 교육과학기술위원회 위원
  - 2013.03~2014.05: 제19대 국회 전반기 교육문화체육관광위원회 위원
  - 2014.06~2016.05: 제19대 국회 후반기 국토교통위원회 위원
  - 2014.06~2016.05: 제19대 국회 후반기 윤리특별위원회 위원
  - 2015.01~2015.12: 제19대 국회 서민주거복지특별위원회 위원
  - 2015.06~2016.05: 제19대 국회 후반기 예산결산특별위원회 위원

## 제20대 국회
- 2016년 5월 30일~2020년 5월 29일: 제20대 국회의원(경기 부천시 소사구, 더불어민주당, 3선)
  - 2016.06~2018.05: 제20대 국회 전반기 보건복지위원회 위원
  - 2016.07~2017.07: 제20대 국회 민생경제특별위원회 위원장
  - 2017.07~2017.12: 제20대 국회 정치개혁특별위원회 위원
  - 2018.01~2018.06: 제20대 국회 헌법개정 및 정치개혁특별위원회 위원
  - 2018.07~2020.05: 제20대 국회 후반기 보건복지위원회 위원
  - 2018.10~2019.08: 제20대 국회 정치개혁 특별위원회 위원
  - 2019.08~2020.05: 제20대 국회 후반기 예산결산특별위원회 위원

## 제21대 국회
- 2020년 5월 30일~2024년 5월 29일: 제21대 국회의원(경기 부천시 병, 더불어민주당, 4선)
  - 2020.06~2022.05: 제21대 국회 전반기 국회부의장
  - 2020.06~2022.05: 제21대 국회 전반기 과학기술정보방송통신위원회 위원
  - 2020.07~2024.05: 국회의원연구단체 지원심의위원회의 위원장
  - 2020.11~2024.05: 한-중 의회외교포럼 공동회장
  - 2022.07~2024.05: 제21대 국회 후반기 외교통일위원회 위원
  - 2023.02~2023.03: 제21대 국회 인구위기 특별위원회 위원

## 역대 선거 결과
|  | 25.17% |

|  | 51.62% |

|  | 43.75% |

|  | 60.55% |

## 소속 정당
| 소속 정당 | 소속 정당      | 소속 기간 | 비고      |
| --------- | -------------- | --------- | --------- |
|           | 통합민주당     | 2008      | 정계 입문 |
|           | 민주당         | 2008~2011 | 당명 변경 |
|           | 민주통합당     | 2011~2013 | 합당      |
|           | 민주당         | 2013~2014 | 당명 변경 |
|           | 새정치민주연합 | 2014~2015 | 합당      |
|           | 더불어민주당   | 2015~현재 | 당명 변경 |

## 수상
- 2003 제8회 한국시민운동상
- 2005 국민훈장 동백장

## 같이 보기
- 대한민국 제18대 국회의원 선거 통합민주당 후보 목록#비례대표
- 부천시 소사구 (선거구)
- 부천시 병
- 부천시 소사구의 국회의원
- 부천시의 국회의원
- 대한민국의 국회부의장